# Gonyostomus gonyostomus
Gonyostomus gonyostomus é uma espécie de gastrópode  da família Strophocheilidae.
É endémica do Brasil.